# Dorylus schoutedeni
Dorylus schoutedeni är en myrart som beskrevs av Santschi 1923. Dorylus schoutedeni ingår i släktet Dorylus och familjen myror. Inga underarter finns listade i Catalogue of Life.